# Probreviceps durirostris
Probreviceps durirostris – gatunek płaza bezogonowego z rodziny Brevicipitidae. Występuje endemicznie w górach wschodniej Tanzanii.
Gatunek ten został opisany naukowo przez Loadera i współpracowników w 2006 roku. Miejsce typowe znajduje się w rezerwacie Ikwamba Forest Reserve w paśmie Ukaguru. Płaz zamieszkuje ściółkę w górskich lasach na wysokości 1500–1900 m n.p.m. Gatunek ten najbliżej spokrewniony jest z P. rungwensis. W Czerwonej księdze gatunków zagrożonych Międzynarodowej Unii Ochrony Przyrody i Jej Zasobów został zaliczony do kategorii EN (zagrożony wyginięciem). Zasięg występowania tego gatunku wynosi około 467 km². Lasy górskie, w których występuje, leżą w obrębie obszarów chronionych, ale nie jest to ochrona ścisła i może zagrażać im wycinka w związku z rozwojem drobnego rolnictwa i pozyskiwaniem drewna.